# Diradops norae
Diradops norae là một loài tò vò trong họ Ichneumonidae.